# Raynold Oilouch
Raynold B. Oilouch, né en 1965 ou 1966 est un homme politique paluan. Élu lors de l'élection de 2016, il occupe la fonction vice-président de la république des Palaos du 19 janvier 2017 au 21 janvier 2021. À la suite de l'élection de 2024, il l'occupe de nouveau depuis le 16 janvier 2025,. Il est également ministre de la Justice de janvier 2017 à janvier 2021, et ministre de la Santé depuis janvier 2025. 
Avant son mandat de vice-président, il est sénateur de Ngchesar au Sénat des Palaos de 2009 à 2017. 
Oilouch a obtenu une licence en sciences sociales du Canberra College of Advanced Education, ainsi qu'une licence en économie et un doctorat en droit de l'Université Macquarie à Sydney. Il ouvre son cabinet d'avocat en 1998.